# Хоман, Карл
Карл Хохман (нем. Karl Hohmann; 18 июня 1908 или 19 июня 1908, Дюссельдорф, Пруссия — 31 марта 1974, Дюссельдорф) — немецкий футболист выступавший на позиции полузащитника. Участник Чемпионата мира по футболу 1934 и летних Олимпийских игр 1936. С 1930 по 1937, провёл 26 матчей за сборную Германии.

## Биография

#### Карьера в клубе
Профессиональную карьеру начал в клубе «Бенрат», в котором провёл восемь лет. В 1937 году присоединился к «Пирмазенсу», в котором через два года завершил карьеру.

#### Карьера в сборной
За национальную сборную Германии дебютировал в 1930 году. На чемпионате мира по футболу 1934 принял участие в двух матчах, отличившись дублем в ворота сборной Швеции на стадии 1/4 финала. На Олимпийских играх 1936, сыграл в матче 1/16 финала против сборной Люксембурга (9:0).

#### Тренерская карьера
С 1949 по 1954 год, был на посту главного тренера «Рот-Вайсса», с которым стал победителем Кубка Германии 1952/1953.

## Достижения

### Тренер

#### «Рот-Вайсс»
- Кубок Германии: 1952/1953